# Picunda
Picunda (abch. Пиҵунда, gruz.: ბიჭვინთა, Biczwinta, ros. Пицунда) – miasto w Abchazji w rejonie Gagra. Położone jest nad Morzem Czarnym, przy ujściu rzeki Bzyp, na wyraźnie wychodzącym w morze cyplu.

## Historia
Miejscowość została założona w V w. p.n.e. przez greckich kolonizatorów jako Πιτυος (Pityus lub Pitiunt). Powstał wówczas port a także według badań archeologicznych cztery świątynie. W 255 roku Goci, po zdobyciu floty Królestwa Bosporańskiego zaatakowali miasto, jednakże stacjonujący tam wówczas rzymski garnizon pod dowództwem Successianusa zdołał odeprzeć atak. Rok później Goci raz jeszcze zaatakowali miasto, lecz tym razem miasto pozbawione obrońców sprzed roku, nie zdołało się obronić i zostało złupione, po czym gocka flota ruszyła w kierunku Trapezuntu. Od IV wieku Picunda była pod wpływami Lazyki (Egrisi), wasala Cesarstwa Rzymskiego a później Cesarstwa Bizantyńskiego. W 407 podobno zginął tu św. Jan Chryzostom - patriarcha Konstantynopola, który w kazaniach chwalił skromność i wstrzemięźliwość, a potępiał nadużycia na cesarskim dworze. Został za to pozbawiony urzędu i skazany na banicję. Po przyjęciu chrześcijaństwa, miasto stało się religijnym centrum regionu. Wyrazem tego było zbudowanie tutaj w X-XI wieku przez króla Bagrata III ważnej świątyni chrześcijańskiej, jaką była i do dzisiaj jest katedra św. Andrzeja - zabytek abchaskiej architektury sakralnej. Służyła jako siedziba katolikosa prawosławnych Abchazów aż do końca XVI wieku, kiedy rozpoczęły się najazdy Imperium Osmańskiego i świątynia została zdewastowana, jednak w XIX wieku została odbudowana.
W czasach Związku Radzieckiego, Picunda była znaną miejscowością wypoczynkową i zarazem sanatorium. W latach 1959–67 powstał kompleks turystyczny - wybudowano wówczas 7 wielkich domów wypoczynkowych, każdy z nich mający 14 pięter: Majak, Amzara, Amra, Kolchida, Zołotoje Runo, Bzyp i Apsny. W miejscowości bardzo lubił wypoczywać Nikita Chruszczow. Chciał on zbudować na rzece Bzyp elektrownię wodną, jednakże naukowcy odwiedli go od tego zamiaru, motywując to groźbą zniszczenia miejscowych plaż. Podczas jednego z pobytów w Picundzie, w październiku 1964 roku, Chruszczow został odsunięty od władzy na skutek spisku najbliższych współpracowników: Breżniewa, Susłowa i Kosygina. Mimo upadku Związku Radzieckiego, Picunda pozostała miejscowością turystyczną i nadal jest chętnie odwiedzana przez licznych turystów z Rosji. W roku 2007 miejscowość uzyskała prawa miejskie.
Okolice wybrzeża Picundy stanowią rezerwat przyrody. Picundzko-miusierskij rezerwat przyrody powstał w 1966 roku na powierzchni 3761 ha. w celu ochrony Pinus brutia var. pityusa, odmiany sosny kalabryjskiej. Od owej sosny pochodzi nazwa miasta, w języku greckim Πιτυος (Pityus) oznacza sosnę.

## Klimat
W mieście panuje klimat ciepły umiarkowany. Opady deszczu są znaczące, występują nawet podczas suchych miesięcy. Klimat w mieście został sklasyfikowany jako Cfa zgodnie z systemem Köppena-Geigera. W mieście średnia roczna temperatura wynosi 14,6 °C, zaś średnioroczne opady to 1487 mm. Najsuchszym miesiącem jest maj z opadami na poziomie 89 mm, zaś największe opady występują w grudniu, ze średnią 166 mm. Różnica w opadach pomiędzy najsuchszym a najbardziej mokrym miesiącem wynosi 77 mm. Najcieplejszym miesiącem w roku jest sierpień ze średnią temperaturą 23,3 °C, z kolei najzimniejszym miesiącem jest styczeń ze średnią temperaturą 6,3 °C. Wahania roczne temperatur wynoszą 17 °C.

## Galeria

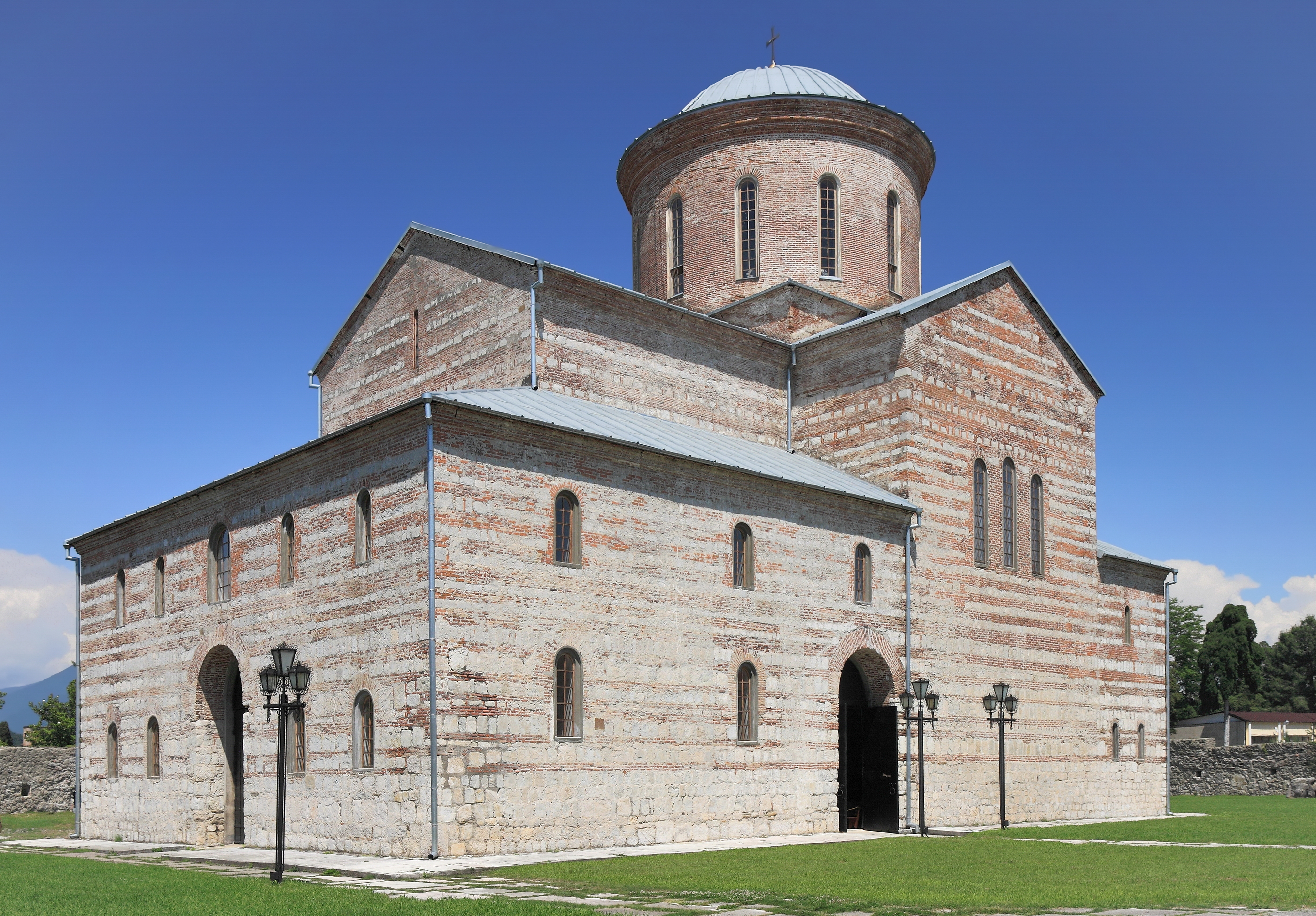
Sobór św. Andrzeja
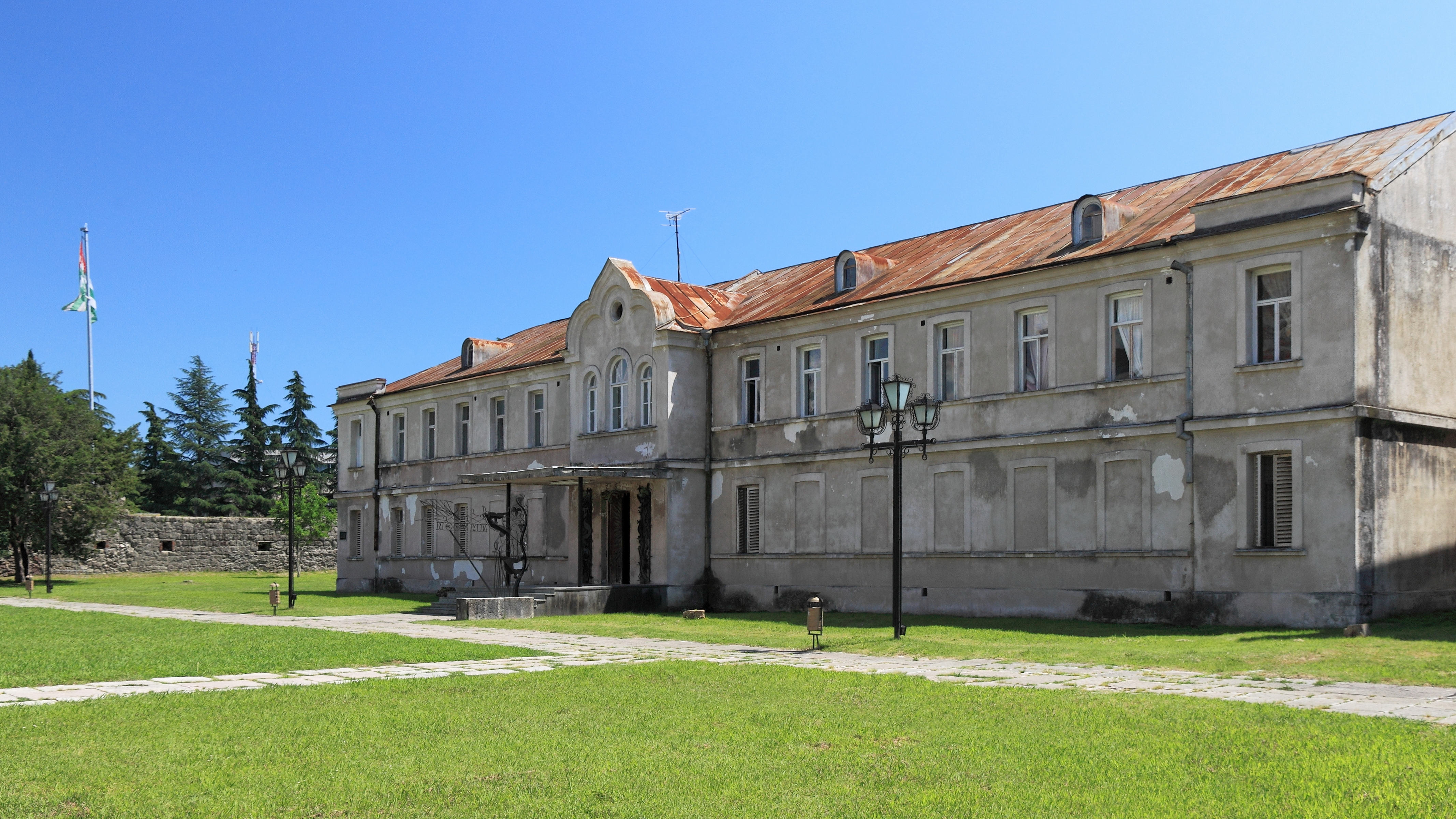
Muzeum Krajoznawcze
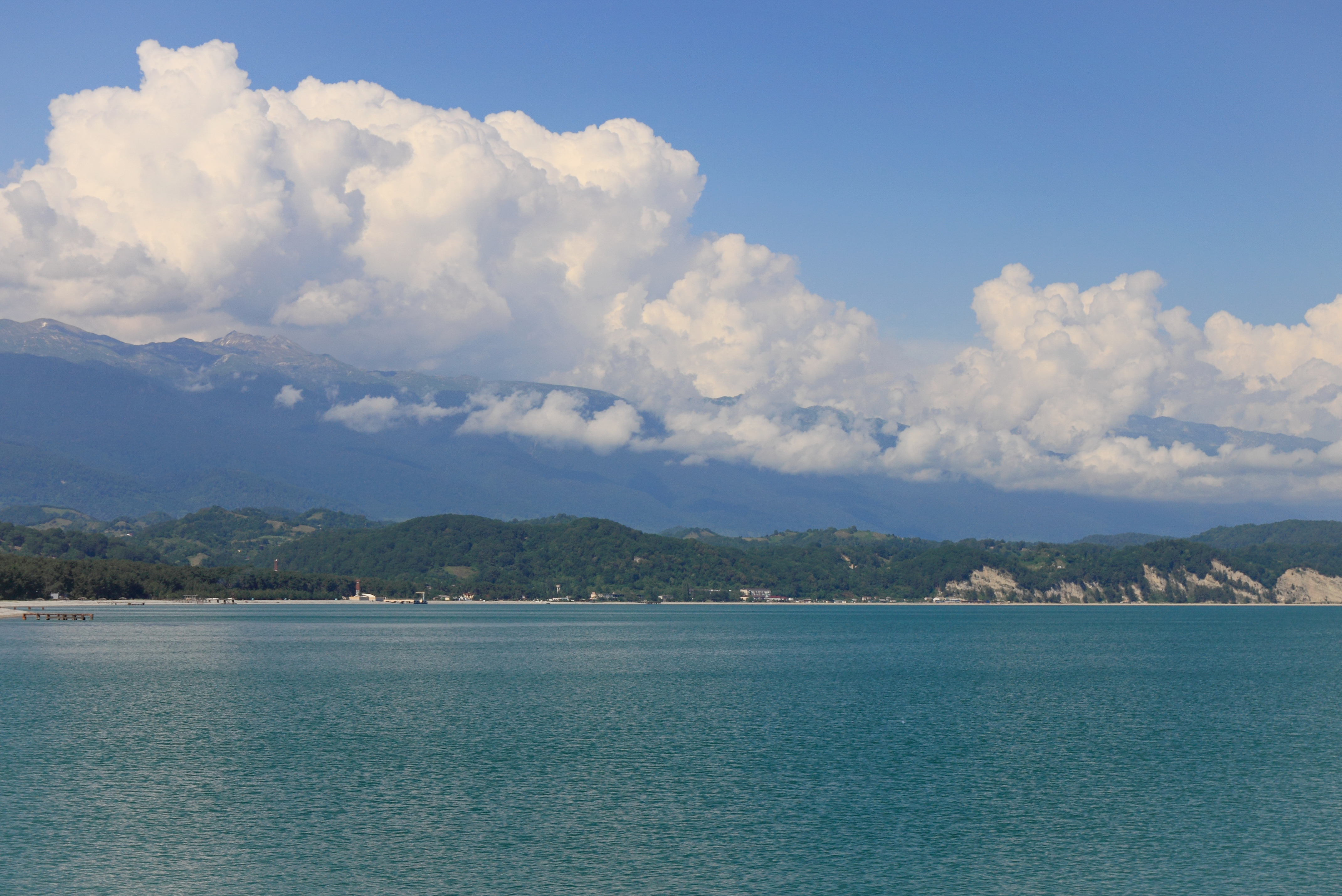
Kaukaz i wybrzeże Morza Czarnego widziane z plaży
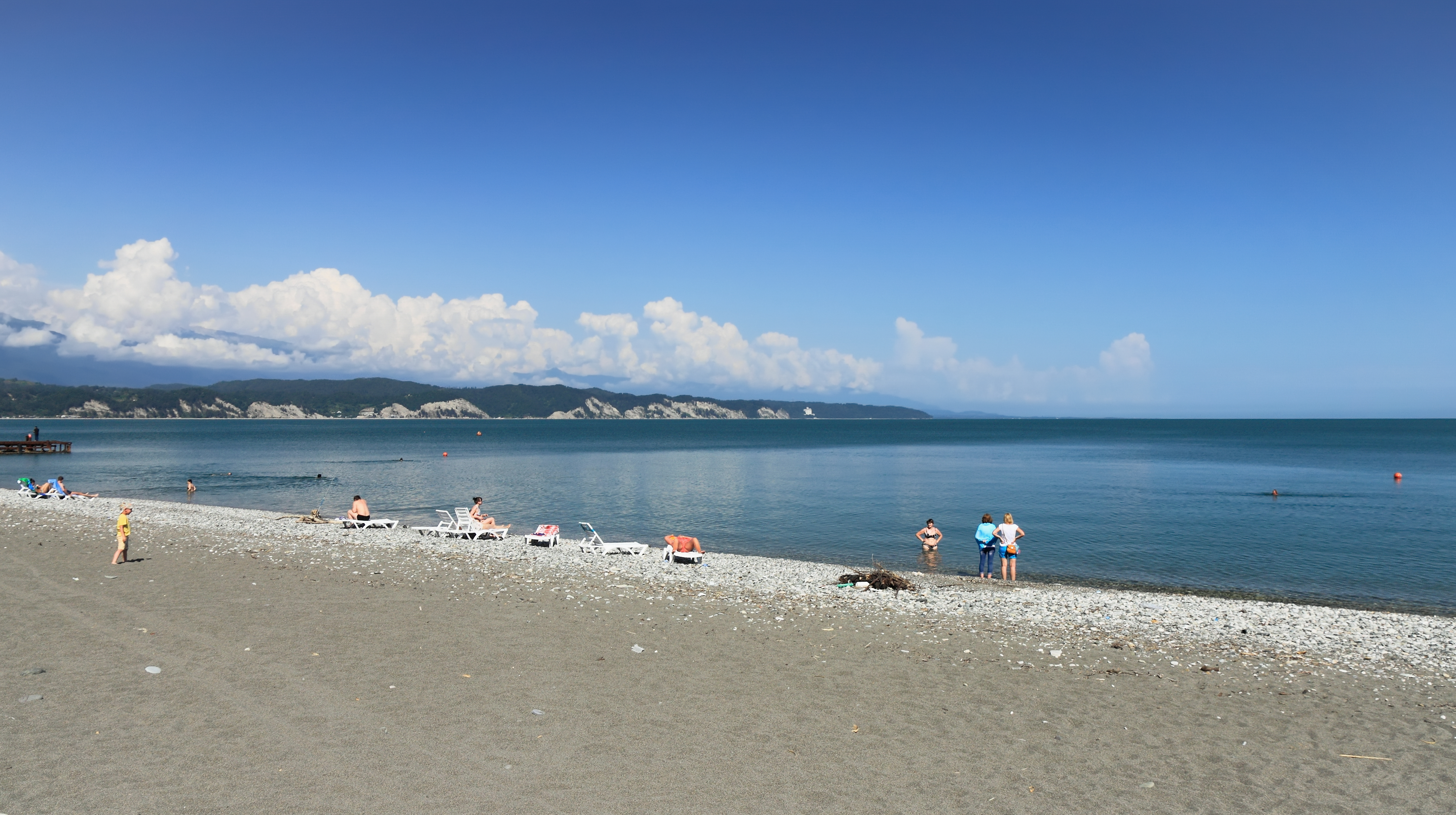
Plaża
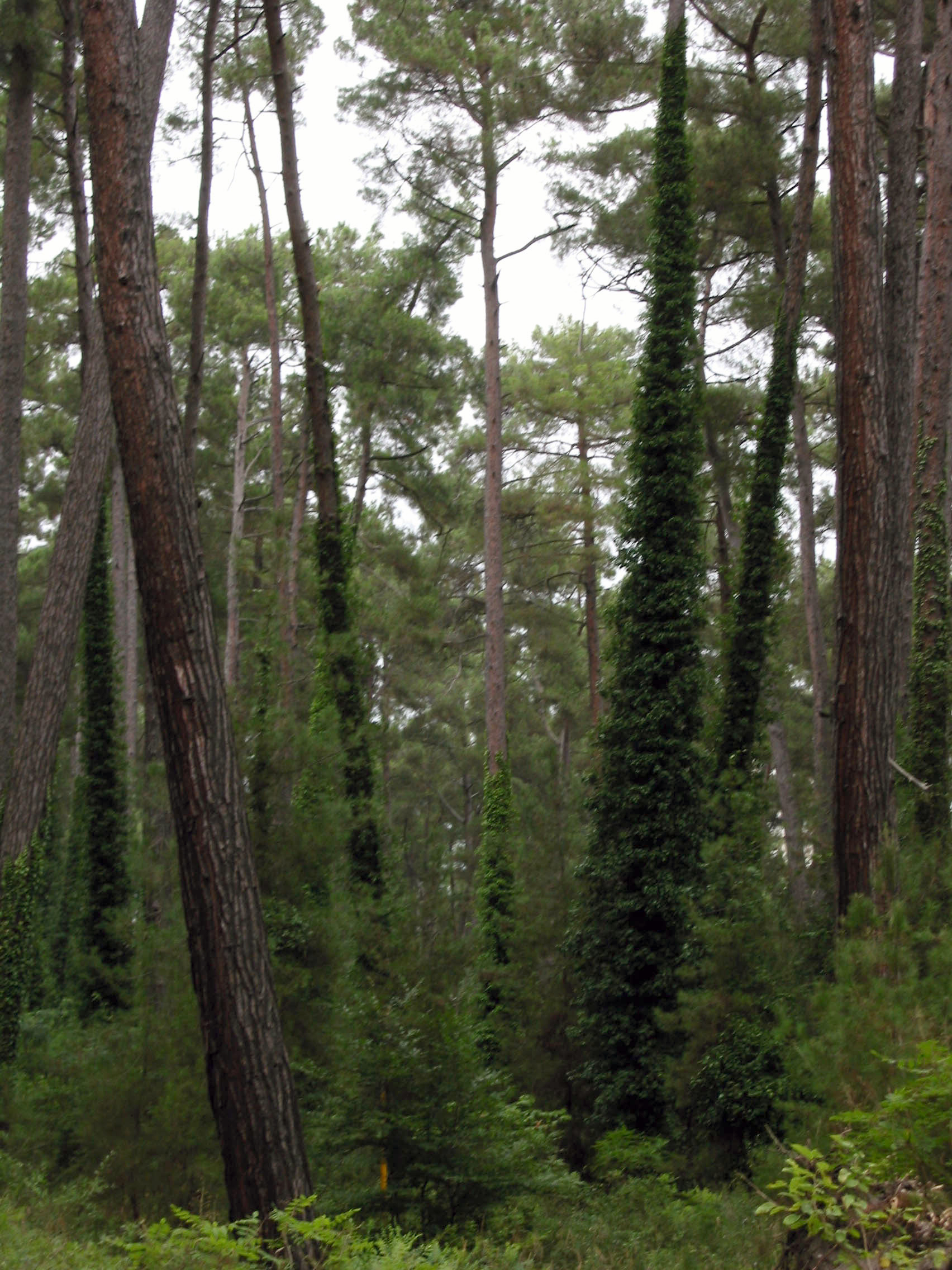
Gaj sosnowy w rezerwacie przyrody